# Chiesa di San Giovanni in Ranui
La chiesa di San Giovanni in Ranui è una chiesa ubicata a Funes, nella frazione di Santa Maddalena.

## Storia e descrizione
La chiesa venne costruita nel 1744 per volere di Michael Von Jenner, come ricordato da una targa posta sulla facciata: tuttavia questo era morto nel 1723 e colui che si prodigò per la sua edificazione fu Joseph Anton Von Jenner, cugino della nipote di Michael, Maria Barbara, la quale aveva ereditato il maso.
La chiesa, che si trova all'interno del maso chiuso Ranui Hof, un'antica residenza di caccia risalente al XII secolo, sorge isolata in un prato e, sullo sfondo, è contornata dal gruppo delle Odle: per la sua pittoresca posizione risulta essere uno dei soggetti più fotografati dell'Alto Adige. La chiesa è in stile barocco, con tetto a doppio falda coperto di scandole e, nel lato nordorientale, è posto il campanile, la cui torre termina a cipolla, ricoperta di rame e coronata da una stella, simbolo del martirio di san Giovanni Nepomuceno, a cui la chiesa è dedicata. La figura del santo è raffigurata anche sulla facciata, insieme ad altre decorazioni. All'interno la chiesa è a navata unica: sia l'affresco della volta a botte che i nove dipinti presenti lungo le pareti hanno come tema scena della vita di san Giovanni; questi furono realizzati probabilmente da Nikolaus Weis. L'altare maggiore è in legno marmorizzato: il dipinto centrale, di Franz Unterberger, raffigura Maria sul trono con Gesù bambino in grembo e Giovanni Nepomuceno, ritratto mentre mostra la lingua a Gesù; l'altare si completa con due statue poste alle estremità e un dipinto nella parte sommitale. 
La chiesa fu raffigurata in un acquerello dipinto da Reinhold Stecher, vescovo emerito della diocesi di Innsbruck, acquistato poi dal comune di Funes. Nel 2009 l'Österreichische Post riprodussero la chiesa di San Giovanni su un francobollo natalizio.